# Antigono II Asmoneo
Antigono II Mattatia Asmoneo (... – 37 a.C.) è stato re di Giudea e sommo sacerdote dal 40 a.C. al 37 a.C. Era il figlio del re Aristobulo II.

## Biografia
Nel 40 a.C. condusse l'invasione della Giudea, sostenuta dai Parti, per conquistare Gerusalemme e mandò suo zio Ircano II a Babilonia in catene (dopo avergli mozzato gli orecchi per non permettergli di ricoprire la carica di Sommo sacerdote).
Nel 37 a.C., Erode il Grande ritornò in Giudea con il supporto della repubblica romana; i romani quindi uccisero Antigono, crocifiggendolo e poi decapitandolo, mettendo fine alla dinastia degli Asmonei. Un presunto ossario di Antigono è stato ritrovato nel 1971.